# George Perkins Marsh
George Perkins Marsh (Woodstock, 15 marzo 1801 – Vallombrosa, 23 luglio 1882) è stato un politico e ambasciatore statunitense.
Fu una delle maggiori figure intellettuali degli Stati Uniti nel XIX secolo, considerato da molti come il primo ecologista americano.
Egli alternò l'attività politica e diplomatica allo studio di varie discipline.
Fu membro del Congresso degli Stati Uniti e rappresentante del suo paese nell'Impero Ottomano e, dal 1861, in Italia, dove si stabilì fino alla morte.
Il Parco Storico Nazionale Marsh-Billings Rockefeller, dedicato alla cultura e alla storia della conservazione e dei parchi, deve a lui il suo nome.

## Biografia
Nacque a Woodstock, nel Vermont, da una agiata famiglia dell'aristocrazia del New England ed ebbe, quindi, la possibilità di fare buoni studi.
Si laureò al Phillips Academy nel 1816 e al Dartmouth College, con il massimo dei voti, nel 1820.
Dopo una iniziale professione forense e la sfortunata esperienza negli affari, si dedicò alla vita politica, ai viaggi e soprattutto agli studi.
Si sposò nel 1828 ed ebbe due figli, ma nel 1833 la moglie e il figlio maggiore morirono a pochi giorni di distanza l'uno dall'altra.
Nel 1839 si risposò con Caroline Crane.
Venne eletto al Congresso degli Stati Uniti nel 1840 come membro del Partito Whig. Diede impulso alla fondazione dello Smithsonian Institution e alla riorganizzazione della Biblioteca del Congresso.
Nel 1849, il presidente Zachary Taylor (1784-1850) lo inviò come ambasciatore degli Stati Uniti d'America in Turchia dove ricoprì questa carica diplomatica per circa quattro anni.
Gli anni in Turchia gli diedero l'opportunità di viaggiare a lungo in Egitto e in Terra Santa e anche in tutta Europa sud-orientale.
Nel 1852-1853, fu mandato in Grecia dopo l'arresto di un missionario americano, Jonas King (1792-1869).
Tornò nel Vermont nel 1854 e fino al 1857 ricoprì altre cariche pubbliche come sovrintendente della pesca e delle ferrovie.
Nel 1861, il Presidente Abraham Lincoln (1809-1865) lo inviò a rappresentare gli Stati Uniti in Italia. Ambasciatore presso il Regno di Italia, ha abitato in tutte e tre le capitali: Torino, Firenze, Roma.
Morì a Vallombrosa ed è sepolto nel cimitero protestante di Roma.
Nel corso dell'attività al Congresso e di rappresentante all'estero del suo paese, si dimostrò sensibile ai temi sociali e politici caldi dell'epoca: avversò la guerra contro il Messico per la sua natura imperialistica; appoggiò la causa dell'indipendenza e dell'unità italiana; fu ammiratore di Garibaldi e si adoperò perché gli fosse affidato il comando delle truppe federali durante la guerra di secessione americana.
Fu inoltre convinto propugnatore dell'uguaglianza dei diritti e della partecipazione civile delle donne.

## Opere
Marsh fu anche un abile linguista, capace di parlare e scrivere correntemente in scandinavo e in una mezza dozzina di altre lingue europee. Scrisse, inoltre, numerosi articoli per la Johnson's Universal Cyclopaedia. Le sue pubblicazioni principali sono:
- A Compendious Grammar of the Old Northern or Icelandic Language (1838)
- The Camel, his Organization, Habits, and Uses, with Reference to his Introduction into the United States (1856)
- Lectures on the English Language (1860)
- The Origin and History of the English Language (1862)
- Man and Nature (1864), L'uomo e la natura, 1993, Franco Angeli, ISBN 9788820432171

Lo scritto Man and Nature è un'opera assolutamente originale e senza confronti o modelli per l'epoca, nella quale Marsh raccolse le sue osservazioni sui fenomeni naturali che aveva osservato in tante parti del mondo nel corso di tanti anni. Il titolo del libro, nelle intenzioni originarie di Marsh avrebbe dovuto essere: "Man the disturber of nature's harmonies". (Grande Enciclopedia Treccani, Appendice X - L-Z pagina 557)
C'è anche da considerare che Marsh scrisse Man and Nature all'età di sessant'anni e che aveva alle spalle una ricca esperienza intellettuale e pratica, frutto di vasti interessi e di svariate esperienze.
Illustrando le trasformazioni operate dall'uomo sull'ambiente naturale, anticipò di molti decenni, per alcuni aspetti, le idee del geografo francese J. Brunhes e soprattutto quelle del tedesco E. Fels.
Marsh giunse a presagire e fu uno dei primi a farlo che l'uomo può mettere a repentaglio la sua stessa sopravvivenza su questo pianeta. (G. Bologna, Manuale delle sostenibilità. Idee, concetti, nuove discipline capaci di futuro. Milano 2005)